# شبكة الخيار
شبكة الخيار هي اسم أداة يستخدمها المرضى ومقدمو الخدمات معًا عندما يناقشون ويقررون ما يجب فعله بشأن الخيارات الممكنة، سواء العلاجات أو الاختبارات. يتم نشر الشبكة على شكل جدول ملخص لتمكين إجراء مقارنات بين العلاجات أو الخيارات المتعددة المحتملة. تقوم الشبكات بذلك عن طريق استخدام الأسئلة التي يطرحها المريض بشكل متكرر (FAQs) وهي مصممة للاستخدام في اللقاءات السريرية وجهاً لوجه أو لإعطائها للمرضى لقراءتها لبضع دقائق قبل إجراء محادثة مع مقدم الخدمة.
إن مفتاح الشبكات هو استخدام الأسئلة المتداولة (FAQs) التي تتعلق بالاهتمامات الأكثر شيوعًا أو الأكثر أهمية للمرضى، من المهم اختيار هذه الأسئلة الشائعة بعناية وقصرها على تلك التي يمكن النظر فيها لفترة وجيزة. تعتمد هذه الأسئلة الشائعة على الأدلة حيثما أمكن ذلك ويتم تطوير الإصدارات النهائية بواسطة فرق من المرضى والأطباء والمحررين. تتم كتابة جميع الشبكات على مستوى القراءة من 10 إلى 12 عامًا وفقًا لأدلة الحملة باللغة الإنجليزية البسيطة. إن ملخصات الأدلة التي تستند إليها Option Grids متاحة للمراجعة العامة على الموقع الرسمي لـ Option Grid.

## شبكات الخيار المنشورة
يوجد عدد من شبكات الخيارات بما في ذلك:

### السرطان:
استئصال الثدي مع العلاج الإشعاعي مقابل استئصال الثدي لسرطان الثدي (الإنجليزية والإسبانية)
الجراحة لإزالة المبيضين وقناتي فالوب مقابل عدم إجراء الجراحة لتقليل مخاطر سرطان المبيض قبل انقطاع الدورة الشهرية (الإنجليزية
الجراحة لإزالة المبيضين وقناتي فالوب مقابل عدم إجراء الجراحة لتقليل مخاطر سرطان المبيض بعد انقطاع الدورة الشهرية (الإنجليزية)

### القلب:
زرع جهاز تنظيم ضربات القلب القابل للزرع (ICD) والاستمرار في استخدام الأدوية مقابل الاستمرار في استخدام الأدوية ولكن لا تزرع جهاز ICD للمرضى الذين يعانون من قصور القلب (الإنجليزية)
العلاج الطبي الأمثل مقابل رأب الأوعية الدموية (دعامة) للذبحة الصدرية المستقرة (الإنجليزية والإسبانية)
Dabigatran مقابل الوارفارين لمنع السكتة الدماغية في الرجفان الأذيني غير صمامي (الإنجليزية)

### داء كرون:
العلاج المناعي مقابل مضاد TNF مقابل العلاج المركب لمرض كرون (الإنجليزية)

### الصرع:
مواصلة العلاج الطبي بدون جراحة مقابل جراحة المخ ولتصلب الحصين في صرع الفص الصدغي (الإنجليزية)
حمض الفالبروات (Epilim) مقابل (Levetiracetam (Keppra مقابل (Lamotrigine (Lamictal لعلاجات الصرع عند التفكير في الحمل (الإنجليزية)

### مرض الكلى:
غسيل الكلى البريوني (CAPD / APD) مقابل غسيل الكلى في المستشفى مقابل غسيل الكلى في المنزل مقابل زرع مقابل تدبير محافظ لعلاج مرض الكلى المزمن (الإنجليزية والإسبانية)

### الصحة العقلية:
المتابعة بالبقاء بعيدًا عن العمل المدفوع مقابل اتخاذ خطوات للعودة إلى العمل المدفوع بمساعدة أخصائي التوظيف (الإنجليزية)

### هشاشة العظام:
العلاج غير الجراحي مقابل جراحة استبدال مفصل الورك لهشاشة العظام في الورك (الإنجليزية)
مسكنات الآلام مقابل حقن المفاصل (ستيرويدات) مقابل جراحة استبدال مفصل الركبة لتدبير آلام الركبة ومستوى النشاط في هشاشة العظام في الركبة (الإنجليزية)
نمط الحياة وفقدان الوزن مقابل الأدوية لتدبير الذات لهشاشة العظام في الركبة (الإنجليزية والإسبانية)

### آخر:
التدبير بدون حقن أو جراحة مقابل حقن (ستيرويدات فوق الجافية) مقابل الجراحة لعرق النسا من الديسك الفتقي (الإنجليزية)
العلاج بالمضادات الحيوية مقابل العلاج بدون مضادات حيوية للالتهاب في الحلق (الإنجليزية)

### صحة الأطفال وحديثي الولادة:
الختان مقابل عدم الختان للطفل حديث الولادة (الإنجليزية)
الحلقات المعدنية (أنابيب فغر الطبلة) مقابل أداة السمع مقابل الملاحظة النشطة للأذن الصمغية (التهاب الأذن الوسطى المصلي) عند الطفل (الإنجليزية)
استئصال اللوزتين مقابل الإدارة الفعالة لالتهاب اللوزتين لدى الأطفال دون سن 16 عامًا (الإنجليزية والإسبانية)

### صحة المرأة والإنجاب:
إجراء بزل السلى مقابل عدم إجراء بزل السلى لاختبار متلازمة داون أثناء الحمل (الإنجليزية والإسبانية)
إجراء فحص متلازمة داون مقابل عدم إجراء فحص متلازمة داون أثناء الحمل (الإنجليزية والإسبانية)
الأدوية (بدون هرمونات) مقابل الأدوية الهرمونية مقابل إزالة بطانة الرحم مقابل إزالة الأورام الليفية مقابل إزالة الرحم لنزيف الحيض الغزير (الإنجليزية)

## تعاونية
إن Option Grid Collaborative هي مجموعة غير ربحية تضم أكثر من 90 شخصًا، وتتكون من ممثلين للمرضى وخبراء طبيين وأطباء يشاركون في دعم اتخاذ القرار المشترك من خلال إنشاء Option Grids. ترحب المجموعة التعاونية بالأعضاء الجدد الذين يرغبون في إنشاء شبكات خيارات جديدة وفقًا لعملية المجموعة المتفق عليها التي تتضمن مراجعة شاملة لأفضل الأدلة المتاحة وعملية اختبار المستخدم. يجب على الأعضاء المهتمين زيارة الموقع الرسمي في الروابط أدناه للحصول على مزيد من المعلومات حول كيفية المشاركة، يتلقى الأعضاء المتعاونين الدعم والتوجيه لتطوير Option Grid من كلية دارتموث طوال العملية.

## ترخيص المشاع الإبداعي
تعمل التعاونية بموجب ترخيص المشاع الإبداعي وهو نوع من تراخيص حقوق الطبع والنشر العامة التي تمكن المؤلفين من منح الآخرين الحق في التعاون والبناء على عملهم وفقًا للإرشادات التي يحددها المؤلف. يسمح الترخيص التعاوني المحدد، CC-BY-NC-ND، للآخرين بتنزيل عمل المجموعة ومشاركته طالما أنهم ينسبون الفضل إلى المصدر ولا يقومون بإجراء تغييرات ولا يستخدمونه تجاريًا أيضًا.

## أنظر أيضا
- مساعدات القرار
- صنع القرار المشترك
- مشاركة المريض

## روابط خارجية
مثال فيديو لكيفية استخدام Option Grid